# Deutsche Futsal-Meisterschaft
Die Deutsche Futsal-Meisterschaft (bis 2015: DFB-Futsal-Cup) war, bis zur Einführung der Futsal-Bundesliga, die offizielle Deutsche Futsal-Meisterschaft. Das Turnier wurde 2006 erstmals ausgetragen. Der erste Sieger war der UFC Münster, letzter Meister der TSV Weilimdorf. Rekordmeister sind die Hamburg Panthers mit vier Titeln. Das Turnier wurde von DFB-Schiedsrichtern nach UEFA-Futsal-Regeln geleitet. Der Sieger qualifizierte sich für die Teilnahme an der UEFA-Futsal-Champions League. Bei den A-, B- und C-Junioren ist es der wichtigste Titel im deutschen Futsal und wird weiterhin ausgespielt.

## Geschichte
Von 2006 bis 2009 wurde das Turnier mit acht Mannschaften gespielt. Diese wurden in zwei Gruppen à vier Mannschaften aufgeteilt, es folgten Halbfinale und Finale. Stationen waren Göttingen (2006), Heidenheim an der Brenz (2007) und Mülheim an der Ruhr (2008/2009). 2010 wurde erstmals in Cottbus das Finale im Final-Four-Modus ausgespielt. 2011 wurde in der Ring-Arena am Nürburgring der gleiche Modus gespielt. Im Jahr 2012 fand das Final Four in Lübeck statt. Ab 2013 wurde jede Runde im DFB-Futsal-Cup separat ausgespielt. Im Jahr 2015 erfolgte die Umbenennung des Wettbewerbs in Deutsche Futsal-Meisterschaft.
Seit der Saison 2021/22 wird der deutsche Meister in einer Bundesliga mit zehn Mannschaften ausgespielt.

## Modus
Für die deutsche Futsalmeisterschaft qualifizierten sich die Meister und Vizemeister der fünf Regionalverbände des DFB. Die fünf Regionalmeister und der beste regionale Vizemeister waren direkt für das Viertelfinale qualifiziert. Zur Ermittlung des besten regionalen Vizemeisters erstellte der DFB eine Leistungstabelle, bei der die Ergebnisse der letzten drei Turniere berücksichtigt wurden. Für einen Sieg bei der deutschen Meisterschaft gab es vier Punkte, für eine Finalteilnahme drei und für eine Halbfinalteilnahme jeweils einen Punkt. Bei Punktgleichheit entschied die bessere Platzierung in der Leistungstabelle des Vorjahres. Zur Ermittlung der zwei letzten Teilnehmer am Viertelfinale traf der zweitbeste Vizemeister auf den fünftbesten und der drittbeste Vizemeister auf den viertbesten.
2019 fanden die Partien des Achtel-, Viertel- und Halbfinals erstmals im Hin- und Rückspiel statt.
2020 und 2021 fand die Meisterschaft, aufgrund der Corona-Pandemie, in der Sportschule Wedau statt.

## Die Turniere im Überblick
| Jahr |                             | Finale                  | Finale                      | Finale                      |                  | Spiel um Platz drei         | Spiel um Platz drei | Spiel um Platz drei         |
| Jahr | Sieger                      | Ergebnis                | 2. Platz                    | 3. Platz                    | Ergebnis         | 4. Platz                    |                     |                             |
| ---- | --------------------------- | ----------------------- | --------------------------- | --------------------------- | ---------------- | --------------------------- | ------------------- | --------------------------- |
| 2006 | UFC Münster                 | 3:1 n.S.                | SVG Göttingen 07            | Eintracht Frankfurt         | 8:7 n.S.         | Bayer Uerdingen             |                     |                             |
| 2007 | FV Eppelborn                | 6:4                     | VfV 06 Hildesheim           | MSC Strandkaiser Krefeld    | 6:5 n.S.         | Team Heidenheim             |                     |                             |
| 2008 | UFC Münster                 | 6:3                     | TSC Stuttgart               | VfV 06 Hildesheim           | 5:4 n.S.         | FC Portus Pforzheim         |                     |                             |
| 2009 | Futsal Panthers Köln        | 14:13 n.S.              | VfV 06 Hildesheim           | Eintracht Frankfurt         | 4:3              | UFC Münster                 |                     |                             |
| 2010 | SD Croatia Berlin           | 9:5                     | MSV Hamburg                 | FC Portus Pforzheim         | 6:4              | VfV 06 Hildesheim           |                     |                             |
| 2011 | SD Croatia Berlin           | 3:0                     | Bayern Kickers Nürnberg     | VfR Ittersbach              | 6:4              | Holzpfosten Schwerte        |                     |                             |
| 2012 | Hamburg Panthers            | 4:2                     | Futsal Panthers Köln        | UFC Münster                 | 5:4 n.S.         | Team Yasar Hamburg          |                     |                             |
| Jahr | Finale                      | Finale                  | Finale                      | Halbfinalisten 1            | Halbfinalisten 1 | Halbfinalisten 1            |                     |                             |
| 2013 | Hamburg Panthers            | 6:3 n. V.               | UFC Münster                 | SD Croatia Berlin           | und              | Bayer Uerdingen             |                     |                             |
| 2014 | Nafi Stuttgart              | 5:3                     | Holzpfosten Schwerte        | FC Viktoria Berlin          | und              | UFC Münster                 |                     |                             |
| 2015 | Hamburg Panthers            | 7:4 n. V.               | Holzpfosten Schwerte        | VfL 05 Hohenstein-Ernstthal | und              | Nafi Stuttgart              |                     |                             |
| 2016 | Hamburg Panthers            | 4:2                     | FC Liria Berlin             | MCH Futsal Club Sennestadt  | und              | TSV Weilimdorf              |                     |                             |
| 2017 | SSV Jahn Regensburg         | 7:4                     | VfL 05 Hohenstein-Ernstthal | FC Fortis Hamburg           | und              | Hamburg Panthers            |                     |                             |
| 2018 | VfL 05 Hohenstein-Ernstthal | 6:5 n. V.               | Futsal Panthers Köln        | HSV-Panthers                | und              | TSV Weilimdorf              |                     |                             |
| 2019 | TSV Weilimdorf              | 5:4                     | HSV-Panthers                | FC Liria Berlin             | und              | VfL 05 Hohenstein-Ernstthal |                     |                             |
| 2020 | VfL 05 Hohenstein-Ernstthal | 6:2                     | SSV Jahn Regensburg         | MCH Futsal Club Sennestadt  | und              | TSV Weilimdorf              |                     |                             |
| 2021 | TSV Weilimdorf              | 3:1                     | HSV-Panthers                | TSG 1846 Bretzenheim        | und              | MCH Futsal Club Sennestadt  |                     |                             |
| 2022 |                             | Stuttgarter Futsal Club | 2:1                         | VfL 05 Hohenstein-Ernstthal |                  | HSV-Panthers                | und                 | TSV Weilimdorf              |
| 2023 |                             | SSV Jahn Regensburg     | 4:0                         | VfL 05 Hohenstein-Ernstthal |                  | Stuttgarter Futsal Club     | und                 | TSV Weilimdorf              |
| 2024 |                             | TSV Weilimdorf          | 3:1 n. V.                   | VfL 05 Hohenstein-Ernstthal |                  | FC Liria Berlin             | und                 | SSV Jahn Regensburg         |
| 2025 |                             | TSV Weilimdorf          | 6:2                         | SSV Jahn Regensburg         |                  | Hamburger SV                | und                 | VfL 05 Hohenstein-Ernstthal |

## Rangliste
| Rang | Verein                      | Titel | Jahr(e)                | 2. Platz | Finale | Halbfinale |
| ---- | --------------------------- | ----- | ---------------------- | -------- | ------ | ---------- |
| 1    | Hamburger SV 2              | 4     | 2012, 2013, 2015, 2016 | 2        | 6      | 10         |
| 2    | TSV Weilimdorf              | 4     | 2019, 2021, 2024, 2025 | 0        | 4      | 9          |
| 3    | VfL 05 Hohenstein-Ernstthal | 2     | 2018, 2020             | 4        | 6      | 9          |
| 4    | SSV Jahn Regensburg         | 2     | 2017, 2023             | 2        | 4      | 5          |
| 5    | UFC Münster                 | 2     | 2006, 2008             | 1        | 3      | 6          |
| 6    | SD Croatia Berlin           | 2     | 2010, 2011             | 0        | 2      | 3          |
| 7    | Futsal Panthers Köln        | 1     | 2009                   | 2        | 3      | 3          |
| 8    | Nafi Stuttgart 3            | 1     | 2014                   | 1        | 2      | 3          |
| 9    | Stuttgarter Futsal Club     | 1     | 2022                   | 0        | 1      | 2          |
| 10   | FV Eppelborn                | 1     | 2007                   | 0        | 1      | 1          |
| 11   | VfV 06 Hildesheim           |       |                        | 2        | 2      | 4          |
| 12   | Holzpfosten Schwerte        |       |                        | 2        | 2      | 3          |
| 13   | FC Liria Berlin             |       |                        | 1        | 1      | 3          |
| 14   | Team Yasar Hamburg 4        |       |                        | 1        | 1      | 2          |
| 15   | SVG Göttingen 07            |       |                        | 1        | 1      | 1          |
| 16   | Bayern Kickers Nürnberg     |       |                        | 1        | 1      | 1          |

## Berichterstattung
In den Medien findet die Deutsche Futsal-Meisterschaft noch wenig Beachtung. 2010 berichtete dfb.tv einige Tage nach dem Turnier von den Spielen. Die Lausitzer Rundschau befasste sich dagegen umfassend mit dem Wettbewerb, da sowohl der Austragungsort als auch das Verlagshaus der Lausitzer Rundschau in Cottbus war. 2011 konnte man die beiden Halbfinals, das Spiel um Platz 3, das Einlagespiel zwischen dem DFB-Allstars-Team und der kroatischen Futsalnationalmannschaft und das anschließende Finale live über einen Stream auf dfb.tv sehen. Es griffen teilweise über 3.000 Leute auf das Angebot zurück. Das Endspiel 2017 zwischen Jahn Regensburg und dem VfL 05 Hohenstein-Ernstthal wurde erstmals im Free-TV übertragen.
Das Endspiel 2019 in der Stuttgarter Scharena wurde ebenfalls live über dfb.tv und YouTube ausgestrahlt. In den Jahren 2020 und 2021 waren alle Spiele live bei dfb.tv zu sehen.

## Besonderheiten
Im Rahmen des DFB-Futsal-Cups 2010 spielte auch erstmals eine deutsche All-Star-Auswahl in einer Art Länderspiel. Dort verlor das deutsche Team mit 0:4 gegen eine polnische Auswahl, die schon bei der Weltmeisterschaft 1992 das erste Mal antrat und die Zwischenrunde erreichte. 2011 nutzte der DFB wieder die Gelegenheit, um im Rahmen des DFB-Futsal-Cups Erfahrungen mit schon bestehenden Futsalnationalmannschaften zu sammeln. Diesmal spielte das DFB-Allstar-Team gegen die kroatische Futsalnationalmannschaft, verlor dieses jedoch deutlich mit 1:11. Die deutsche Futsalnationalmannschaft besteht erst seit 2016.

## Junioren und Juniorinnen
Die Deutsche Futsal-Meisterschaft der Junioren ist die offizielle Deutsche Futsal-Meisterschaft in den Altersklassen der A-, B- & C-Jugend. Das Turnier wurde 2007 erstmals bei den C-Junioren ausgetragen und seit 2018 auch bei den A-Junioren. Seit 2017 gibt es ebenfalls Wettbewerbe für die Juniorinnen.

## Frauen
Die Deutsche Meisterschaft wird erstmals vom 27. bis 29. Oktober in Duisburg ausgetragen wird. Die sechs teilnehmenden Teams hatten sich als Futsal-Landesmeisterinnen, über die Futsal-Meisterschaften in ihren regional Verbänden, auch qualifiziert waren die Meisterinnen der Futsal-Regionalliga West für die Endrunde in Duisburg qualifiziert. Bislang ist die Regionalliga West im deutschen Futsal der Frauen die einzige Spielklasse auf Regionalliga-Ebene mit einem Meisterschaftsspielbetrieb.
Die zweite Ausgabe der Deutschen Futsal-Meisterschaft der Frauen fand am 2. und 3. März 2024 erneut in der Sportschule Wedau statt.

### 2023
FC Jesteburg-Bendestorf – UFC Münster 1:3

### 2024
Hamburger SV – Alemannia Aachen 3:1

### 2025
Walddörfer SV – UFC Münster 0:2